# طريقة بيرج-سبونر
في التحليل الطيفي الجزيئي، طريقة بيرج-سبونر أو مخطط بيرج-سبونر هي طريقة لحساب طاقة تفكك الجزيء. أخذت هذه الطريقة اسمها من رايموند ثاير بيرج وهيرتا سبونر، الكيميائيين الفيزيائيين اللذين اِقْتَرَحَاها. يمكن العثور على مثال مفصل هنا.

## الوصف
```
من خلال ملاحظة الانتقالات بين أكبر عدد ممكن 
من مستويات الطاقة الاهتزازية
، على سبيل المثال من خلال 
المطيافية الإلكترونية
 أو 
مطيافية الأشعة تحت الحمراء
، فإن الفرق بين مستويات الطاقة، 

  

    

      

        
Δ

        

          
G

          

            
v

            
+

            

              

                
1

                
2

              

            

          

        

        
=

        
G

        
(

        
v

        
+

        
1

        
)

        
−

        
G

        
(

        
v

        
)

      

    

    
{\displaystyle \Delta G_{v+{\frac {1}{2}}}=G(v+1)-G(v)}

  

 يمكن حسابه. سيكون لهذا المجموع 
الحد الأقصى
 عند 

  

    

      

        

          
v

          

            
m

            
a

            
x

          

        

      

    

    
{\displaystyle v_{max}}

  

، والتي تمثل نقطة تفكك الرابطة؛ ومجموع كل الفروق حتى هذه النقطة يعطي إجمالي الطاقة المطلوبة لتفكك الجزيء، أي لِنَقْلِه من 
الحالة الأرضية
 إلى حالة غير مرتبطة. ويمكن التعبير عن ذلك رياضياً بكتابة:
```

{\displaystyle D_{0}=\sum _{v=0}^{v_{max}}\Delta G_{v+{\frac {1}{2}}}}
حيث {\displaystyle D_{0}} هي طاقة التفكك. إذا اِفْتَرَضنا جهد مورس ،فإن تخطيط {\displaystyle \Delta G_{v+{\frac {1}{2}}}} مقابل {\displaystyle v+1/2} يجب أن يعطي خط مستقيم، والذي يمكن بسهولة استخراج {\displaystyle v_{max}} من تقاطعه مع المحور السيني. في الممارسة العملية، غالبا ما تعطي مثل هذه المخططات منحنيات وليس خطوطاً مستقيمة، وذلك بسبب عدم أخذ اللاهرمونية في الجهود في الحسبان؛ علاوة على ذلك، فإن انخفاض شَغْل الحالات العليا (أو مبدأ فرانك كوندون) يجعل من الصعب الحصول على البيانات التجريبية للقيم العالية من {\displaystyle v}. وهكذا فإن الاستكمال يمكن أن يكون غير دقيق ويعطي فقط الحد الأعلى لقيمة طاقة التفكك.